# Полдоллара с изображением Франклина
50 центов США с изображением Франклина — монета США номиналом в 50 центов, которая чеканилась с 1948 по 1963 год. После убийства Джона Кеннеди дизайн монеты был изменён. Вместо изображения Франклина на аверсе 50-центовой монеты появился бюст Кеннеди.

## История
50 центов с изображением Франклина сменили аналогичную по номинальной стоимости монету с изображением женщины, олицетворяющей Свободу. Монета чеканилась с 1948 по 1963 год на монетных дворах Филадельфии, Денвера и Сан-Франциско.
Их обозначение располагается на реверсе (небольшая буква над колоколом):
- отсутствует — монетный двор Филадельфии, Пенсильвания;
- D — монетный двор Денвера, Колорадо;
- S — монетный двор Сан-Франциско, Калифорния.

За всё время было отчеканено около 500 миллионов монет. В связи с этим они не имеют большой нумизматической ценности.

## Тираж
| Год  | Отчеканено в Филадельфии | Отчеканено в Денвере | Отчеканено в Сан-Франциско |
| ---- | ------------------------ | -------------------- | -------------------------- |
| 1948 | 3 006 814                | 4 028 600            |                            |
| 1949 | 5 614 000                | 4 120 600            | 3 744 000                  |
| 1950 | 7 793 509 (51 386)       | 8 031 600            |                            |
| 1951 | 16 859 602 (57,500)      | 9 475 200            | 13 696 000                 |
| 1952 | 21 274 073 (81 980)      | 25 395 600           | 5 526 000                  |
| 1953 | 2 796 820 (128 800)      | 20 900 400           | 4 148 000                  |
| 1954 | 13 421 502 (233 300)     | 25 445 580           | 4 993 400                  |
| 1955 | 2 876 381 (378 200)      |                      |                            |
| 1956 | 4 701 384 (669 384)      |                      |                            |
| 1957 | 6 361 952 (1 247 952)    | 19 966 850           |                            |
| 1958 | 4 917 652 (875 652)      | 23 962 412           |                            |
| 1959 | 7 349 291 (1 149 291)    | 13 053 750           |                            |
| 1960 | 7 715 602 (1 691 602)    | 18 215 812           |                            |
| 1961 | 11 318 244 (3 028 244)   | 20 276 442           |                            |
| 1962 | 12 932 019 (3 218 019)   | 35 473 281           |                            |
| 1963 | 25 239 645 (3 075 645)   | 67 069 292           |                            |

(В скобках обозначено количество монет качества пруф)

## Изображение

### Аверс
На аверсе монеты располагается изображение Бенджамина Франклина, известного в частности многими фразами о деньгах, ставшими крылатыми:
- Трать на один пенс меньше, чем зарабатываешь;
- Помните, что деньги обладают способностью размножаться;
- Все преимущество иметь деньги заключается в возможности ими пользоваться;
- Остерегайтесь незначительных расходов; маленькая течь потопит большой корабль;
- Если хочешь избавиться от гостя, докучающего своими визитами, дай ему взаймы денег.

Под изображением Франклина располагается надпись «IN GOD WE TRUST», а над ним «LIBERTY». Справа находится дата выпуска монеты. На основании бюста расположена монограмма гравёра JRS (John R. Sinnock). Монограмма состоит из трёх букв, а не из двух, как на других монетах. Это связано с тем, что помещённые на ранее выпущенной монете в 10 центов буквы JS, на фоне холодной войны, вызвало слухи о том, что это означает Иосиф Сталин (англ. Joseph Stalin), а на монетном дворе работают коммунисты.
Одной из разновидностей монеты являются так называемые монеты «Bugs Bunny» по имени известного мультипликационного персонажа. Появление этих монет связано с ошибкой в производстве штемпеля. В результате в 1955 году в Филадельфии отчеканены монеты, на аверсе которых у Франклина имеется как бы выступающий зуб.

### Реверс
На реверсе монеты располагается изображение колокола Свободы — одного из символов американской истории борьбы за независимость и одновременно символом родного города Франклина — Филадельфии. Над колоколом могут располагаться буквы D или S, что свидетельствует о чеканке на монетном дворе Денвера или Сан-Франциско.
Справа от колокола находится небольшое изображение белоголового орлана — геральдического символа США. Изображение орлана было обязательным по закону, который предусматривал обязательное его наличие на любой серебряной монете США номиналом более чем 10 центов. Ироничным является и то, что в своё время Франклин выступал категорически против орлана в качестве символа США, предлагая «более благородную птицу» индейку.
Слева от колокола расположена надпись «E PLURIBUS UNUM» (лат. Во множестве едины), снизу полукругом обозначение номинала монеты «HALF DOLLAR», а сверху «UNITED STATES OF AMERICA».